# Pik Kosmos
Der Pik Kosmos (früher Pik Schmidt oder Schmidta) ist ein 5940 m hoher Berg im Tian Shan an der kirgisisch-chinesischen Grenze.

## Lage
Der Pik Kosmos ist mit einer Höhe von 5940 m der zweithöchste Berg im westlichen Teil des Kakschaaltoo. Er liegt im Hauptkamm der Gebirgskette. Der Pik Dankow (Dankowa), höchster Berg im westlichen Kakschaaltoo, liegt knapp 8,32 km nordöstlich. Dazwischen verläuft der Grigorjew-Gletscher in nördlicher Richtung.

## Besteigungsgeschichte
Der Pik Kosmos (damals noch Pik Schmidt) wurde in den 1980er Jahren von einer sowjetischen Bergsteigergruppe erstbestiegen.